# Сергеев, Леонид Александрович (Герой Советского Союза)
Леонид Александрович Сергеев (29 сентября 1921, Боловино, Ярославская губерния — 2006, Ярославль) — подполковник МВД СССР, участник Великой Отечественной войны, Герой Советского Союза (1945).

## Биография
Леонид Сергеев родился 29 сентября 1921 года в деревне Боловино (ныне — Борисоглебский район Ярославской области). После окончания средней школы и школы фабрично-заводского ученичества работал резиносмесильщиком на Ярославском шинном заводе. В июне 1941 года Сергеев был призван на службу в Рабоче-крестьянскую Красную Армию. С октября того же года — на фронтах Великой Отечественной войны.
К июню 1944 года сержант Леонид Сергеев командовал отделением 322-го стрелкового полка 32-й стрелковой дивизии 49-й армии 2-го Белорусского фронта. Отличился во время освобождения Белорусской ССР. 22 июня 1944 года отделение Сергеева переправилось через реку Проня и приняло активное участие в боях за захват, удержание и расширение плацдарма на её берегу, захватив три линии немецких траншей и три артиллерийских орудия. В том бою Сергеев лично уничтожил 8 вражеских солдат. В ходе последующего наступления отделение Сергеева переправилось через Днепр в районе Шклова. В боях за плацдарм Сергеев лично уничтожил 1 дзот и 1 самоходное артиллерийское орудие «Фердинанд». Во время дальнейшего наступления в Литовской ССР он получил тяжёлое ранение.
Указом Президиума Верховного Совета СССР от 24 марта 1945 года за «образцовое выполнение боевых заданий командования на фронте борьбы с немецкими захватчиками и проявленные при этом мужество и героизм» сержант Леонид Сергеев был удостоен высокого звания Героя Советского Союза с вручением ордена Ленина и медали «Золотая Звезда» за номером 7689.
В июне 1946 года Сергеев окончил Ивановское военно-политическое училище. В том же году он был уволен в запас. Проживал в Ярославле, работал на Ярославском шинном заводе. В 1952—1975 годах служил в органах МВД СССР.
Умер 3 октября 2006 года, похоронен на Воинском мемориальном кладбище Ярославля.
Был также награждён орденами Отечественной войны 1-й степени и Славы 2-й и 3-й степеней, рядом медалей.